# Paraná Soccer Technical Center
Il Paraná Soccer Technical Center, noto anche semplicemente come PSTC, è una società calcistica brasiliana con sede nella città di Cornélio Procópio, nello stato del Paraná.

## Storia
Il club è stato fondato il 15 agosto 1994. Il PSTC ha partecipato al Campeonato Paranaense Terceira Divisão nel 2010, dove è stato eliminato alla prima fase. Ha raggiunto la seconda fase del Campeonato Paranaense Terceira Divisão nel 2011, terminando al quinto posto nella classifica generale.

## Palmarès

### Competizioni statali
- Campeonato Paranaense Segunda Divisão: 2

2015, 2019